# Saints-Anges
| Saints-Anges                  |                        |
|                               |                        |
| Coordenadas: 46°25' N 70°53'W |                        |
| Província                     | Quebec                 |
| Região administrativa         | Chaudière-Appalaches   |
| Incorporado em                | 29 de dezembro de 1880 |
| Prefeito                      | Rodrigue Boily         |
|                               |                        |
| Área                          |                        |
| - Cidade                      | 68,61 km², 27,4 mi²    |
| Fuso horário                  | UTC -5                 |
| População (2006)              |                        |
| - Cidade                      | 1.061                  |
| - Densidade                   | 15 hab/km², 39 hab/mi² |

Saints-Anges é uma aldeia canadense do conselho  municipal regional de La Nouvelle-Beauce, Quebec, localizada na região administrativa de Chaudière-Appalaches. Em sua área de pouco mais de 68 km², habitam cerca de mil pessoas, sendo uma das municipalidades que apresentaram mais desenvolvimento nos últimos 15 anos em Beauce. A aldeia tem o nome em honra dos três arcanjos: Gabriel, Rafael e Miguel.